# Kleines Mädchen, großes Herz
Kleines Mädchen, großes Herz (Originaltitel: National Velvet) ist ein amerikanischer Spielfilm des Regisseurs Clarence Brown aus dem Jahr 1944. Der vom Filmstudio MGM gedrehte klassische Familienfilm basiert auf dem Roman Velvet, das Mädchen mit dem Pferd (National Velvet) von Enid Bagnold. Das Drehbuch schrieb Helen Deutsch. Die Hauptdarsteller sind Elizabeth Taylor, die Velvet Brown spielt, und Mickey Rooney, der Mi Taylor verkörpert. Monty Roberts doubelte Liz Taylor.

## Handlung
End der 1920er-Jahre in dem Dorf Sewels in Sussex: Das zwölfjährige Mädchen Velvet Brown, die Tochter des örtlichen Fleischers, hätte gerne ein eigenes Pferd. Als ein frustrierter Bauer sein ungestümes Pferd namens Pie in einer Dorflotterie verlost, gewinnt Velvet das von ihr verehrte Tier. Velvet möchte mit Pie beim Jagdrennen Grand National teilnehmen, einem berühmten Hindernisrennen für Pferde in England, von dem ihr Mi Taylor erzählt.  
Der junge Herumtreiber Mi sucht die Browns auf, weil er im Notizbuch seines verstorbenen Vaters die Adresse von Velvets Mutter fand; allerdings lässt Mrs. Brown den jungen Mann über die genauen Umstände der Verbindung im Unklaren. Mi arbeitete früher als Jockey, zog sich jedoch vom Pferdesport zurück, nachdem er einen tödlichen Unfall mitverantwortet hatte. Velvets Vater stellt ihn als seinen Gehilfen ein und Mi übernimmt auch das Training von Pie.
Unterstützt wird Velvet, wenn auch heimlich, von ihrer Mutter. Diese opfert ihre Ersparnisse, die sie einst als gefeierte Schwimmerin angesammelt hatte, damit Velvet die Startgebühr bezahlen kann. Sie macht ihrer Tochter allerdings auch klar, dass dieser erfüllte Traum möglicherweise der einzige wirkliche Höhepunkt im Leben ihrer Tochter sein könnte. Velvets Vater steht den Aufregungen um das Pferd hingegen eher skeptisch gegenüber. Mi reicht die Startgebühr für das Pferd in London ein und widersteht dabei auch einem Impuls, sich mit dem Geld aus dem Staub zu machen. Zuvor hatte er bereits am ersten Tag das Bargeld im Hause der Browns gestohlen, wurde aber von einem Gespräch mit Velvet berührt und legte es wieder zurück, bevor der Diebstahl entdeckt wurde.  
Mi engagiert für Pie den Jockey Ivan Taski. Doch Velvet hat kein Vertrauen in den unmotivierten Reiter, der das Pferd am Vorabend noch gar nicht kennenlernen will, und tritt stattdessen selbst mit dessen Papieren an. Um als Junge durchzugehen, lässt sie sich von Mi die Haare schneiden. Velvet und Pie als der größte Außenseiter gewinnen das Rennen unter Aufbietung aller Kraft und allen Durchhaltevermögens. Doch wird Velvet nachträglich disqualifiziert, weil sie nach der Ziellinie bewusstlos vom Pferd fällt und nach den Regularien noch bis zum Ende der Bahn im Sattel hätte bleiben müssen. Als der Arzt der Erste-Hilfe-Station ihr wahres Geschlecht herausfindet, ist die Sensation noch größer.  
Trotz der Disqualifikation wird Velvet von den Zuschauern wie die eigentliche Siegerin gefeiert. Sie erhält verschiedene Angebote, mit ihrem Pferd weiteres Geld zu verdienen, doch sie möchte weiterhin wie gewohnt mit ihrer Familie in ihrem Dorf wohnen bleiben. Unterdessen entschließt sich Mi dazu, das Dorf zu verlassen und woanders hinzugehen. Mit Erlaubnis von Mrs. Brown erzählt Velvet dem weggehenden Mi, woher ihre Mutter und sein Vater sich kannten: er war einst ihr Schwimmtrainer gewesen, als sie als junge Frau durch den Ärmelkanal geschwommen war – ähnlich wie Mi nun der Trainer für Velvet.

## Hintergrund
Um die Filmrechte für Enid Bagnolds Bestseller hatte sich 1935 Pandro S. Berman (RKO Pictures) bemüht, der die Rolle der Velvet mit Katharine Hepburn besetzen wollte. Weil er nicht schnell genug handelte, kam ihm Paramount zuvor, konnte aber keine geeigneten Darsteller finden und verkaufte die Rechte dann weiter an MGM. Dort konnte Berman, der RKO inzwischen verlassen hatte, das Projekt endlich realisieren.
Der Film spielte in den USA 4,25 Mio. Dollar ein, was etwa einem Drittel der Gesamteinnahmen entspricht, die MGM mit ihren (insgesamt 30) in diesem Jahr herausgebrachten Filmen erzielten.

## Wirkung
Aufgrund des großen Erfolges des Filmes wurde von 1960 bis 1962 eine Fernsehserie mit dem Titel National Velvet, die auf dem gleichnamigen Originaltitel des Films basiert, für das amerikanische Fernsehen produziert und dort ausgestrahlt. In Deutschland lief diese Serie vom 3. April 1961 bis zum 29. November 1966 in der ARD unter dem Titel Vilma und King. In der Hauptrolle als Velvet/Vilma ist Lori Martin zu sehen.
1978 produzierte MGM in Großbritannien eine Art Fortsetzung mit dem Titel International Velvet (Alles Glück dieser Erde) mit Tatum O’Neal in der Hauptrolle.

## Kritiken
„Lexikon des internationalen Films“ (CD-ROM-Ausgabe), Systhema, München 1997: „Liebenswerte und warmherzige, psychologisch glaubwürdige Familienunterhaltung.“

## Auszeichnungen
- 1946: Anne Revere gewann den Filmpreis Oscar in der Kategorie Beste Nebendarstellerin. Einen weiteren Academy Award erhielt der Film für den Besten Schnitt. Außerdem wurde er für diesen Preis in drei weiteren Kategorien nominiert.
- 2003: Aufnahme in das National Film Registry